# Aux-Aussat
Aux-Aussat là một xã thuộc tỉnh Gers trong vùng Occitanie tây nam nước Pháp. Xã này có độ cao trung bình 216 mét trên mực nước biển.